# Okres Weinfelden
Okres Weinfelden je švýcarský okres v kantonu Thurgau. Skládá se z 18 obcí a jeho správním centrem je město Weinfelden. Rozloha okresu činí 227,08 km² a v roce 2020 zde žilo 56 677 obyvatel.

## Obce okresu
- Affeltrangen
- Amlikon-Bissegg
- Berg
- Birwinken
- Bischofszell
- Bürglen
- Bussnang
- Erlen
- Hauptwil-Gottshaus
- Hohentannen
- Kradolf-Schönenberg
- Märstetten
- Schönholzerswilen
- Sulgen
- Weinfelden
- Wigoltingen
- Wuppenau
- Zihlschlacht-Sitterdorf